# Fundación Re-habitar Tierra de Campos
La Fundación Re-habitar Tierra de Campos es una organización sin ánimo de lucro española con sede en Cuenca de Campos, Valladolid. Su objetivo es contribuir a la repoblación de la comarca rural de Tierra de Campos. Desarrolla su intervención en el área del patrimonio arquitectónico, el histórico y el cultural mediante prestaciones de servicios que favorezcan la revitalización de la comarca y que tengan fines sociales, medioambientales y culturales .  

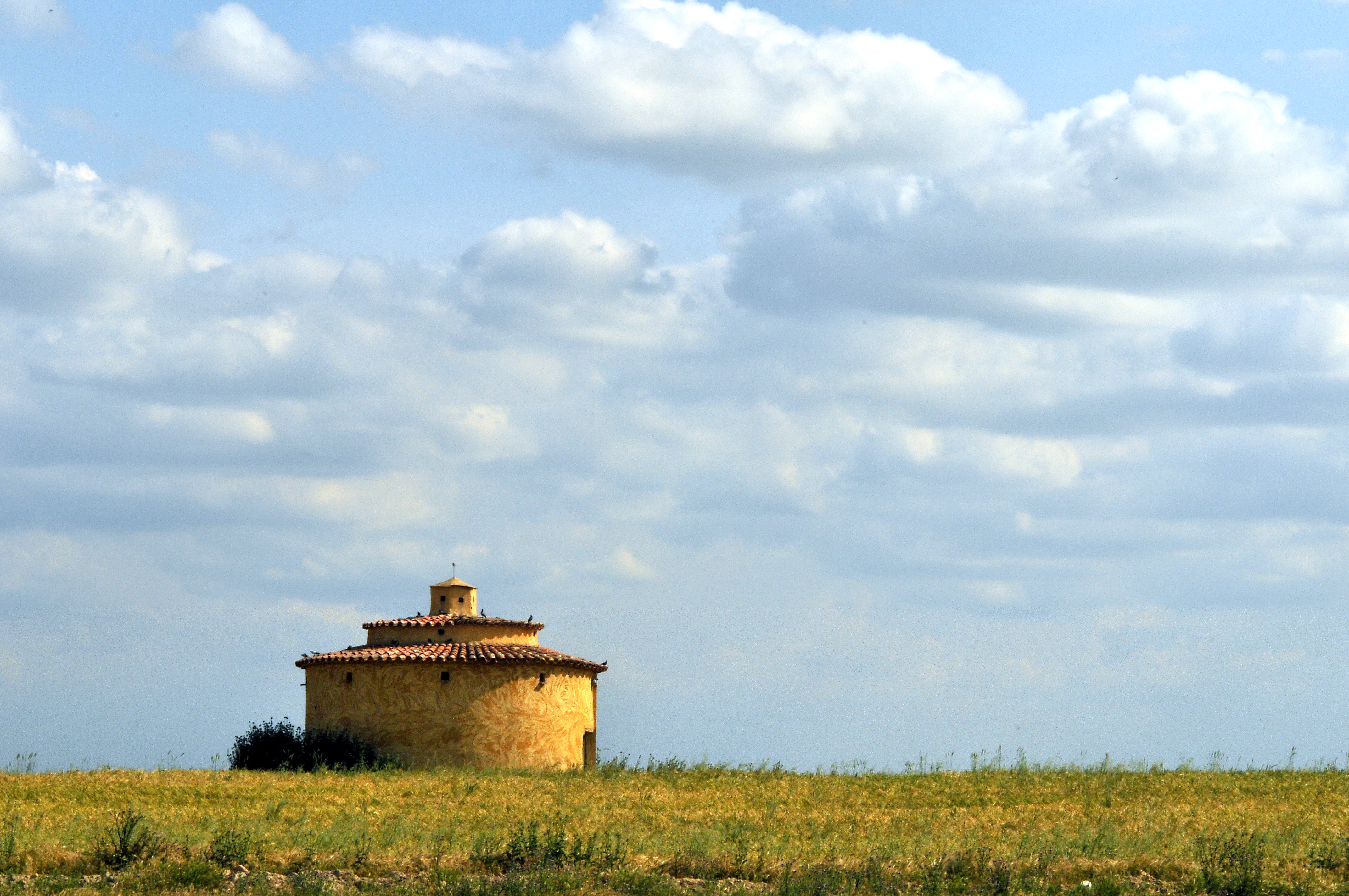
Palomar en Tierra de Campos.

## Origen y trayectoria.
La Fundación se creó en 2018 a iniciativa del entonces alcalde de Cuenca de Campos, Faustino González Miguel (1944-2022). Surgió a la vista del deterioro y abandono de un edificio medieval de la localidad, el antiguo monasterio de monjas Clarisas del Convento de San Bernardino de Siena. Para atender su conservación, convocó a numerosas personas (vecinos, profesionales de la arquitectura, la historia y la restauración) que compraron una parte del monasterio, y decidieron poner en marcha la fundación como medio de revitalizar la comarca a la que el pueblo pertenece, Tierra de Campos,  situada entre las provincias de Palencia, Valladolid, Zamora y León. Se presentó en Valladolid, el día 22 de febrero de 2018 en el Aula Triste del Palacio de Santa Cruz, de la Universidad de Valladolid y está incluida en el Registro de fundaciones de Castilla y León.  
Recursos formativos
Tiene un Centro de Formación y Asesoramiento en torno a la arquitectura tradicional y el patrimonio, con especial atención a la arquitectura construida en tierra, o barro, que es el material constructivo más característico de la comarca a la que le da nombre, “Tierra de Campos”, y que ha caído en desuso. En este Centro se forma a estudiantes o profesionales en técnicas de construcción tradicional de la zona, como adobe, tapial (tierra cruda), revocos de tierra, cal, pinturas de arcilla, etc., basadas en la obtención de materiales del mismo lugar,  del terreno y sin cocer,  para la rehabilitación de edificios tradicionales, y proponiendo su uso en la construcción nueva del siglo XXI como materiales sostenibles.
En el transcurso de las labores formativas y prácticas el equipo técnico de la Fundación realiza restauraciones de edificios, además de la recuperación del propio monasterio, con el doble objetivo didáctico y de recuperación de patrimonio arquitectónico de la comarca.  Organiza visitas a la zona, ferias, congresos y vídeos como Píldoras formativas, en las que  se difunde el conocimiento de este tipo de construcción en formatos audiovisuales.
Recursos materiales
La Fundación es propietaria de la zona norte del convento de San Bernardino de Siena. El convento, fundado en 1455 por doña María Fernández de Velasco, esposa del III Almirante de Castilla, ha sufrido diversas vicisitudes históricas, desamortizaciones, abandonos, etc., y ya en el siglo XX sus artesonados fueron objeto del coleccionismo del magnate estadounidense William Randolph Hearst.   La propiedad está compuesta por el templo del siglo XV, el coro alto y el coro bajo, la zona de entrada,  la llamada Habitación del Conde, la parcela que corresponde al huerto del convento y el patio de entrada. Incluye el palomar del convento, que da cobijo a más sesenta parejas de palomas, y en el subsuelo una bodega , donde las monjas hacían el vino que consumían en el Convento. La importancia cultural, histórica y artística del edificio queda reconocida en su inclusión desde 2023 en la Lista Roja de Hispania Nostra.
Patrimonio inmaterial
Dentro de otras actividades de recuperación del patrimonio inmaterial, la Fundación se ha ocupado de la cultura relacionada con la cría extensiva de la paloma, que era una actividad habitual en el medio rural de la Meseta y que se perdió con el paso del tiempo. Tenía, entre otras manifestaciones, la arquitectónica y la culinaria. Dentro de sus actividades constructivas, la Fundación protege y rehabilita los edificios destinados a la cría de pichón, los palomares, construcciones de formas variadas situados en las afueras de los pueblos de Tierra de Campos, representativos del paisaje y la imagen de la comarca, muy variados en volúmenes y formas, y construidos con tierra.
La Fundación lanzó la iniciativa “Apadrina un palomar”, juntamente con la empresa Alas de Campos, con el objeto de vincular la producción de pichones de una variedad de paloma específica de Tierra de Campos con los restaurantes de la zona, y relanzar su uso gastronómico,  recuperando un alimento tradicional. 
Tomando los palomares como base de proyección visual, la Fundación ha sido mecenas de manifestaciones artísticas, como la exhibición “El secreto de las Luciérnagas”, que se ha presentado en diversas localizaciones en el espacio abierto de la propia comarca, en la que han participado artistas visuales como Jesús Capa, Pedro Bureba, Inma Amor, Gonzalo Páramo, Luis Alonso, Narciso Maisterra, Adolfo Revuelta, Cveto Marsic y Petra Merino . 
Edificios rehabilitados o en proceso de rehabilitación.
- Rehabilitación del convento de San Bernardino de Siena, en proceso de recuperación desde 2018, y tras los últimos desplomes en 2025. [10]
- Centro de Formación y Casa de los Oficios. En  Cuenca de Campos, 2017;
- Rehabilitación de 10 palomares con el apoyo de la Junta de Castilla y León, repartidos por  la comarca de Tierra de Campos, (Villafrades de Campos, Villamartín de Campos, Revilla de Campos, etc,)  2021 [11]
- Restauración de la casa de Bernardo de Hoyos (Padre Hoyos) en Torrelobatón, 2022.      .

## Reconocimientos
Recibió de la Junta de Castilla y León el premio regional “Fuentes Claras para la sostenibilidad en municipios pequeños de Castilla y León” en su decimoquinta edición en el año 2017, y por la restauración de un antiguo edificio en ruinas  y su transformación en el Centro de Formación y Casa de los Oficios de Cuenca de Campos recibió el segundo premio, en la categoría “Actividades didácticas, divulgativas y formativas sobre procesos de construcción con tierra en la arquitectura tradicional”. 